# Union pour le progrès et le renouveau
L'Union pour le progrès et le renouveau (UPR) est un parti politique guinéen, né en 1998, de la fusion entre l'Union pour la nouvelle République (UNR) de Bâ Mamadou, le Parti du renouveau et du progrès (PRP) de Siradiou Diallo et le RNP de Dr Aliou V.
Aux élections législatives de 2002, l'UPR fait élire 20 députés sur un total de 114, en obtenant plus de 20% des suffrages, un résultat qui place l'UPR au second rang derrière le Parti de l'unité et du progrès (PUP) au pouvoir, qui dispose de 85 députés.
C'est l'un des 24 partis qui participent à l'élection présidentielle de 2010, mais son candidat, Ousmane Bah, est éliminé dès le premier tour, avec 0,68 % des suffrages.
Après le coup d'état du 5 septembre 2021, ils ont eu un représentant au CNT 2021 dirigé par Dansa Kourouma.